# Jan Svoboda
Jan Svoboda (ur. 8 maja 1967) – trener reprezentacji Czech w piłce siatkowej mężczyzn.
Niegdyś czołowy siatkarz reprezentacji Czech.